# Mostri di pietra dell'Isola d'Elba

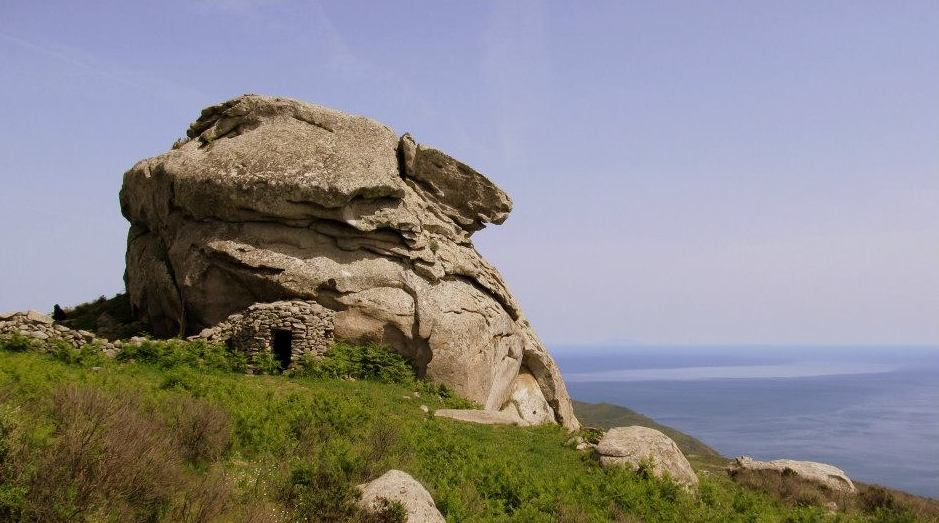
Pietra Murata

I Mostri di Pietra dell'isola d'Elba sono figure naturali di pietra dalle varie forme e dimensioni (alcune alte oltre dieci metri) diffuse lungo le scogliere e i monti dell'isola d'Elba. Formazioni rocciose formatesi nei milioni di anni a seguito dell'erosione atmosferica, su roccia calcarea, basaltica, serpentinica, ferrosa, calamitica, marmorea, scistosa e porfirica, ma soprattutto monzogranitica delle pendici del Monte Capanne che troneggia nella parte occidentale dell'isola.
I Mostri di Pietra sono stati fotografati, classificati, censiti e così denominati, con il nome specifico per ciascuna figura, da Nello Anselmi, albergatore e fotografo che vive sull'isola. La sua ricerca, iniziata dal 1978 e seguita nel 1993 dalla pubblicazione del libro Mostri di Pietra e leggende dell'isola d'Elba, ancora continua.
Solo alcune di queste figure di pietra, conosciute dagli isolani, sono legate a leggende locali: La culata del diavolo, legata alla leggenda della Madonna del Monte, La sedia di Napoleone, uno scoglio a forma di poltrona da dove si sarebbe imbarcato l'imperatore esiliato in fuga dall'isola d'Elba secondo un'erronea leggenda locale. Altre, dopo l'uscita del libro vengono ora legate a fatti realmente accaduti come, il Masso dell'aquila, legato al soggiorno di Napoleone Bonaparte in quel luogo, dalla cui sommità osservava la Corsica, la Foca monaca che ricorda l'esistenza di quell'animale sulle scogliere dell'isola, il Sommergibile che porta il pensiero al sommergibile Sebastiano Veniero che all'Elba effettuò una sosta prima della sua tragica missione, documentata con un cippo sulla banchina del porto di Portoferraio.
Queste formazioni rocciose sono ormai divenute una nuova attrazione per i turisti amanti della natura e del trekking, tanto che il Comune di Marciana con una delibera del 29 aprile 2011 ha stabilito che le enormi formazioni monzogranitiche situate nei dintorni del Santuario della Madonna del Monte saranno patrocinate dallo stesso e servite, con l'aiuto economico del Parco nazionale dell'Arcipelago Toscano, da vecchi sentieri recuperati, in modo da costituire un vero e proprio parco di figure di pietra. Particolarmente suggestivo visitarlo di sera, quando il mondo di pietra per effetto del gioco di luci ed ombre pare prendere vita, ed il sole che scompare dietro la Corsica lo tinge di rosa.
Il 21 aprile 2013 sono stati inaugurati i Sentieri dei Mostri di Pietra, un percorso guidato da pannelli informativi, segnalazioni sui percorsi e dépliant che permettono di scoprire alcune delle forme granitiche come il Coccodrillo, il Condor ed altre. Il percorso, che sarà completato sempre più nel tempo, è stato inaugurato alla presenza del sindaco Anna Bulgaresi e della direttrice del Parco nazionale dell'Arcipelago Toscano Franca Zanichelli e illustrato da Stefano Bramanti, allora presidente del Circolo Pertini. I sentieri sono stati creati grazie ad un Progetto ambientale pluriennale, gestito da volontari del Circolo culturale Sandro Pertini dell'Elba (http://circolopertinielba.org/), dai Forestali in congedo della sezione di Livorno, dalle Scuole elementari locali, d'intesa con il Comune di Marciana e il Parco nazionale dell'Arcipelago Toscano. I volontari che hanno curato i percorsi e hanno posto le indicazioni sono stati, oltre Bramanti, Nello Anslemi (albergatore e scrittore), Nello Tarea, Carla Mazzei (maestri) e Renato Giombini già comandante della Forestale e Donato Creti aromatiere..